# بائوروسوسماران
بائوروسوسماران (نام علمی: Baurusuchidae) نام یک تیره از کلاد جنوب‌سوسماران است.